# Березкін Станіслав Семенович
Бере́зкін Станісла́в Семе́нович  (нар. 12 травня 1959, с. Високі Байраки Кропивницького району — 6 грудня 2020) — колишній народний депутат України.

## Освіта
Закінчив Кіровоградський інститут сільськогосподарського машинобудування за фахом інженер-механік.

## Трудова діяльність
Трудову діяльність розпочав у 17-річному віці: вів авіаційний гурток в Кіровоградській обласній станції юних техніків.
З 1977 по 1979 роки служив у Радянській армії.
1983–1984 рр. — працював на керівних посадах у Кіровоградському інституті сільськогосподарського машинобудування.
У 1992 р. — працював в АСТ «Інгул».
1993–1994 рр. — МП «Система».
1995 р. — СП «Алфета-Система».
1996 р. — «Система ССБ».
З 1996–2000 рр. — Акціонерне товариство закритого типу з іноземними інвестиціями «Сонола».
У 1998 р. був обраний депутатом Кіровоградської обласної ради.
2000–2006 рр. — Корпорація «Система ССБ».
У 2003 р. — член виконкому Кіровоградської міськради та віце-президент обласного відділення «Пошук» Українського союзу промисловців і підприємців.
З 2005 р. — голова наглядової ради промислової групи «Креатив».
15 лютого 2011 рр. — пройшов у Верховну Раду за списками Блоку Тимошенко. Як народний депутат, працював у Комітеті Верховної Ради України з питань бюджету, є членом груп з міжпарламентських зв'язків з США, з Китаєм, з Японією, з Францією, з Чехією, з Німеччиною, з Британією.
На парламентських виборах 2012 р. був обраний народним депутатом України від Партії регіонів по одномандатному мажоритарному виборчому округу № 100. За результатами голосування отримав перемогу набравши 36,88 % голосів виборців. Член Комітету Верховної Ради України з питань економічної політики.
21 лютого 2014 року вийшов з Партії регіонів та на засіданні ВР оголосив заяву про вихід з фракції Партії регіонів у Верховній Раді. Член групи «Економічний розвиток».
27 листопада 2014 року склав присягу народного депутата України. На парламентських виборах 2014 р. балотувався як самовисуванець в одномандатному мажоритарному виборчому округу № 100. Отримав перемогу з результатом 28,02 %.
Має звання «Заслужений працівник промисловості України», кавалер Ордена князя Володимира II ступеня, нагороджений Почесною грамотою Верховної Ради України.
Одружений, має двох дітей: Максима та Вікторію.

## Парламентська діяльність
Був одним з 59 депутатів, що підписали подання, на підставі якого Конституційний суд України скасував статтю Кримінального кодексу України про незаконне збагачення, що зобов'язувала держслужбовців давати пояснення про джерела їх доходів і доходів членів їх сімей. Кримінальну відповідальність за незаконне збагачення в Україні запровадили у 2015 році. Це було однією з вимог ЄС на виконання Плану дій з візової лібералізації, а також одним із зобов'язань України перед МВФ, закріпленим меморандумом.

## Кримінальні провадження
27 вересня 2019 року САП повідомила Березкіну про підозру у корупції, йому інкримінують причетність до розкрадання 20 млн $ з Ощадбанку 2013—2014 року.